# Kemer (Biga)
Kemer és un poble de Turquia situat al districte de Biga i la província de Çanakkale. Es troba a 90 km de Çanakkale i 33 km de Biga. Dit igualment Pàrion (grec antic: Πάριον) en l'edat antiga i com a Kamares (grec medieval: Καμάρες) en l'edat mitjana, podria ser la mateixa ciutat que apareix amb el nom de «Camares» en les fonts medievals catalanes. El seu nom derivaria dels edificis subterranis (καμάραι, kamare) que encara s'hi troben.
| Evolució demogràfica de Kemer (Biga, Turquia) | Evolució demogràfica de Kemer (Biga, Turquia) | Evolució demogràfica de Kemer (Biga, Turquia) |
| --------------------------------------------- | --------------------------------------------- | --------------------------------------------- |
|                                               |                                               |                                               |
|                                               |                                               |                                               |
|                                               |                                               |                                               |